# Tetrablemma manggarai
Tetrablemma manggarai es una especie de arañas araneomorfas de la familia Tetrablemmidae.

## Distribución geográfica
Es endémica de la isla de Flores (Indonesia).